# Million Fax on Washington
Million Fax on Washington là bản kiến nghị tháng 11 năm 2008 – tháng 1 năm 2009 nhằm gây ảnh hưởng đến Tổng thống Hoa Kỳ mới đắc cử Barack Obama hòng tập trung sự chú ý của chính quyền mới vào thuyết âm mưu tuyên bố những dấu hiệu của sự hiện diện ngoài hành tinh trên Trái Đất và trên bầu trời của chúng ta. Sự kiện này được tổ chức bởi Paradigm Research, một công ty có trụ sở tại Maryland chuyên tổ chức các sự kiện UFO. Mục tiêu của dự án Million Fax on Washington là đạt 40.000 bản fax được gửi lên chính quyền trong khoảng thời gian 77 ngày tính từ ngày bầu cử ngày 4 tháng 11 năm 2008 cho đến lễ nhậm chức tổng thống ngày 20 tháng 1 năm 2009.